# Maniobra de Finkelstein

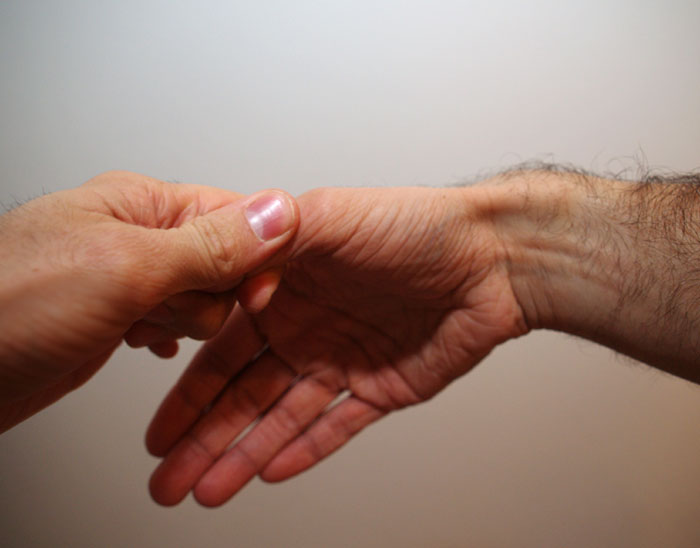
Maniobra de Finkelstein

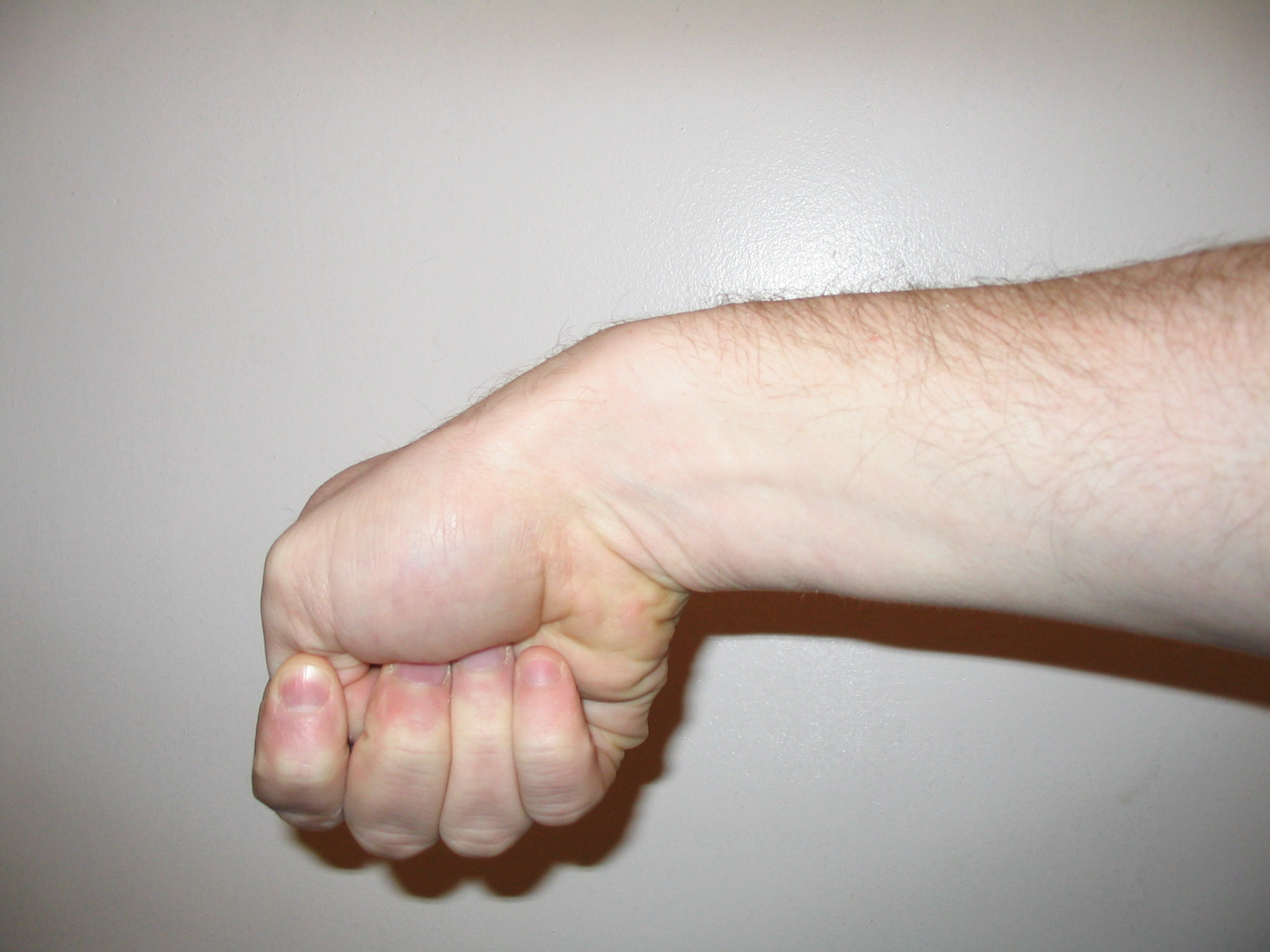
Maniobra de Eichhoff

La maniobra de Finkelstein es un método exploratorio que se emplea en medicina y traumatología para el diagnóstico de la tendinitis de De Quervain, también llamada tenosinovitis de estiloides radial. La tendinitis de De Quervain es un proceso doloroso de la muñeca que aumenta generalmente con los movimientos de flexión, extensión y abducción del dedo pulgar y se acompaña de dificultad para realizar los movimientos de pinza entre el pulgar y el resto de los dedos.

## Descripción
La maniobra de Finkelstein consiste en provocar el dolor de forma selectiva al ejecutar un movimiento de desviación cubital de la muñeca con el pulgar en flexión completa y el resto de los dedos libres. Es positiva si el citado movimiento provoca o aumenta de forma significativa el dolor que sufre el paciente. El nombre de la maniobra procede del cirujano norteamericano Harry Finkelstein (1865–1939) que realizó su descripción en el año 1930.

## Maniobra de Eichhoff
Fue descrita por el médico alemán Erich Eichhoff en 1927. Es muy similar a la maniobra de Finkelstein, también con inclinación cubital de la muñeca, pero manteniendo la mano en puño y cubriendo el dedo pulgar con los demás dedos de la misma mano. Existe una gran confusión en la literatura médica en la que frecuentemente se describe erróneamente como maniobra de Finkelstein. En realidad ambas maniobras son muy parecidas y las dos son útiles para el diagnóstico de tendinitis de De Quervain.